# Милош Павловић (аутомобилиста)
Милош Павловић (Београд, 8. октобар 1982) је српски аутомобилиста који се тренутно такмичи у у ФИА ГТ1 Светском шампионату. Једини је Србин са „супер лиценцом“ за такмичење у Формули 1.

## Каријера
Био је првак Југославије 1991. у картингу. Милош је почео као деветогодишњак у картинг серији. 1993. је возио за италијански картинг циркус где је освојио регионални шампионат. 1994. је постао вицешампион Европе. 1996. освојио је светски куп „Ајртон Сена Трофеј“ који се одржао у Јапану. Павловић је победио у трци испред Џенсона Батона. У периоду од 1997. до 1999. возио је у Britse Formule Vauxhall. Године 2000. је возио у британској и европској формули 3. 2002. је прешао у италијанску формулу 3. Пет пута је освојио пол позицију и победио је у неколико трка и освојио је шампионат.
У World Series Light Championship је возио 2003. и 2004. Прву годину је завршио на трећем месту у укупном пласману. У другој сезони је освојио седам победа и постао је први на шампионату. У периоду 2005.-2007. возио за World Series by Renault. На крају 2005. је освојио седмо место а на крају 2006. једанаесто. У периоду 2007. године је освојио две победе и заузео је треће место у укупном пласману, оставивши иза себе каснијег шампиона Формуле 1 Себастијана Фетела. Године 2008. прелази у GP2 Series. План му је био да што више вози на овом шампионату али је био замењен после шест трка са другим возачем. На крају шампионата он је завршио на шестом месту.
Наредне године прелази у Формулу 2. Два пута се попео на подијум и освојио је девето место на крају сезоне 2009. Почетком 2010. године је потписао уговор са америчким конструкторским тимом US F1, који је требало да буде део светског шампионата Формуле 1, али је отказано учешће из финансијских разлога. Као члан Фордовог тима се 2011. и 2012. такмичио у ФИА ГТ1 Светском шампионату. 2014.године придружује се италијанском тиму Bonaldi motorsport. Захваљујући резултатима постигнутим, компанија Ламборгини је одлучила да он треба да се придружи њиховом тиму у раду на развоју новог Ламборгинијевој модела тркачких кола - „Huracan GT3”. Са њиме је возио пар трка, укључујући и трку „ 24 часаБарселона” у циљу припреме за наредну сезону.
Милош брзо постаје заштитно лице Ламборгинија, радећи у компанијском маркетингу и програмима адвертајзинга.У вези са Ламборгинијем, може се видети и у италијанском филму „Брз као ветар” познатог италијанског редитеља Матеа Ровере.